# Вот VE-9
Вот VE-9 (енгл. Vought VE-9) је амерички ловац који је производила фирма Вот (енгл. Vought). Први лет авиона је извршен 1921. године. 

Израђен је 21 примерак за РМ САД, у две варијанте.
Највећа брзина авиона при хоризонталном лету је износила 190 km/h.
Празан авион је имао масу од 683 килограма. Нормална полетна маса износила је око 953 килограма.

## Наоружање
| Наоружање авиона: Вот          |      |
| Ватрено (стрељачко) наоружање  |      |
| Топ                            |      |
| Митраљез                       |      |
| Број и ознака митраљеза        | 2    |
| Калибар                        | 7,62 |
| Бомбардерско наоружање (бомбе) |      |
| Ракетно наоружање (ракете)     |      |